# João Carlos Pinto Chaves
João Carlos Pinto Chaves (Realengo, 1º gennaio 1982) è un ex calciatore brasiliano, di ruolo difensore.

## Palmarès

### Club

#### Competizioni statali
- Taça Rio: 1

Vasco da Gama: 2001
- Campionato Carioca: 2

Vasco da Gama: 2015, 2016
- Taça Guanabara: 1

Vasco da Gama: 2016

#### Competizioni nazionali
- Campionato bulgaro: 1

CSKA Sofia: 2002-2003
- Coppa del Belgio: 1

Genk: 2008-2009